# Toracocentesi
La toracocentesi (del grec thōrāko- "tòrax" + kentēsis "perforació") coneguda amb altres noms com toracentesi, paracentesi plelural, paracentesi toràcica o pleurocentesi, és la punció quirúrgica de la paret toràcica amb l'objectiu d'evacuar, mitjançant l'aspiració, el líquid acumulat a la cavitat pleural. L'aparició d'aquest procediment quirúrgic va ser l'any 1852.
Aquesta tècnica té indicacions terapèutiques i diagnòstiques. Aquesta tècnica ens permet obtenir informació anatomopatològica, bioquímica i microbiològica.

## Indicacions
Aquesta tècnica quirúrgica té diverses indicacions. Tot seguit es descriuen la més comuna.

### Sospita d'empiema o hemotòrax
La presència de pus o sang a la cavitat pleural requereix emergència la col·locació d'un tub de toracocentesi per evacuar la substància present.

### Anàlisi de líquid pleural
La toracocentesi és una prova diagnòstica per detectar l'etiologia d'un vessament pleural.

### Tractament simptomàtic
Les persones diagnosticades d'un vessament pleural cal dur a terme la toracocentesi per evacuar ràpidament el líquid de la cavitat pleural. L'etiologia més comuna del vessament pleural són les infeccions (tuberculosi, empiemes…) o neoplàsies pulmonars.

### Altres afeccions

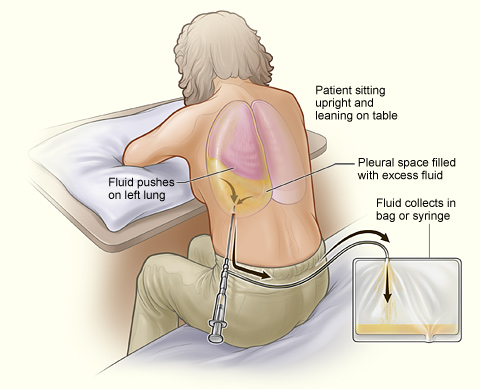
Posició per realitzar una toracocentesi

Aquesta tècnica també es pot realitzar davant de diagnòstics com: embòlia pulmonar, reaccions a fàrmacs, pancreatitis, pneumònia, alteracions a les tiroides, etc.

## Contraindicacions
Les contraindicacions d'aquesta tècnica poden ser absolutes o relatives. Pel que fa a les absolutes, aquesta tècnica està totalment contraindicada en cas d'alteració en la coagulació de la persona o bé, falta de col·laboració de la persona.
Les contraindicacions relatives són diverses i caldrà, en cada situació, valorar el risc-benefici de realitzar la tècnica o no. Algunes d'elles són: hemorràgia, insuficiència cardíaca, malaltia cutània al lloc de punció ventilació mecànica a pressions elevades, emfisema a la zona de punció, emfisema tuberculós, líquid mínim a la cavitat pleural, etc.

## Complicacions
Com tota tècnica quirúrgica, la toracocentesi, té una sèrie de complicacions i riscos. Aquests són: sagnat, pneumotòrax, infecció, punció hepàtica o esplènica, hipotensió i patiment respiratori. L'hemorràgia es pot desencadenar a conseqüència de la lesió dels vasos intercostals.

## Material necessari
Per realitzar aquesta tècnica cal tenir preparat un camp estèril amb tot el material imprescindible per dur a terme la toracocentesi. Hi ha els recursos material, recursos humans i recursos ambientals.

### Recursos materials
Aquest material és: camp estèril, guants estèrils, gasses estèrils, gorra, mascareta, lidocaïna 2%, agulles de 10, 20 i 50cc, agulla de punció de calibre 14 o 16, clau de tres passos, equip de venoclisi, set catèters de drenatge toràcic, vàlvula unidireccional (HeImlich) apòsit transparent, tubs estèrils de 5cc amb anticoagulant, tubs d'hemocultiu, entre d'altres.

### Recursos humans
Aquesta tècnica és realitzada per un metge amb la col·laboració dels professionals d'infermeria. A més a més, es pot requerir l'ajuda d'un auxiliar d'infermeria.

### Recursos ambientals
Aquesta tècnica s'ha de dur a terme en un lloc que permeti respectar la intimitat de la persona, tranquil i confortable. Prèviament, s'ha d'informar a la persona en què consisteix la tècnica, que pot sentir durant aquesta, quin objectiu es té amb aquesta prova, etc.